# Badia de Sitka
La badia de Sitka (en anglès Sitka Sound) és un cos d'aigua que es troba prop de la ciutat de Sitka, Alaska. Està limitada per l'illa de Baranof al sud i al nord-est, per l'illa Kruzof al nord-oest i l'oceà Pacífic al sud-oest. A primers del segle xix va ser un important centre comercial de pells.

## Etimologia
La badia de Sitka fou anomenada Ensenada de Susto per Juan de la Bodega el 15 d'agost de 1775. Posteriorment fou anomenat Norfolk Sound per James Cook. El 1801, Fleurieu va publicar un mapa en que l'anomenava Baie Tchinkîtâné en un intent d'emprar toopònims Tlingits.